# 분노의 질주 11
"분노의 질주 11"(영어: Fast XI) 2026년 개봉 예정인 미국의 액션 영화이다. 루이 르테리에가 감독을 맡았으며, 영화 《분노의 질주》 시리즈의 11번째이자 마지막 작품이다.